# Bosenská krize

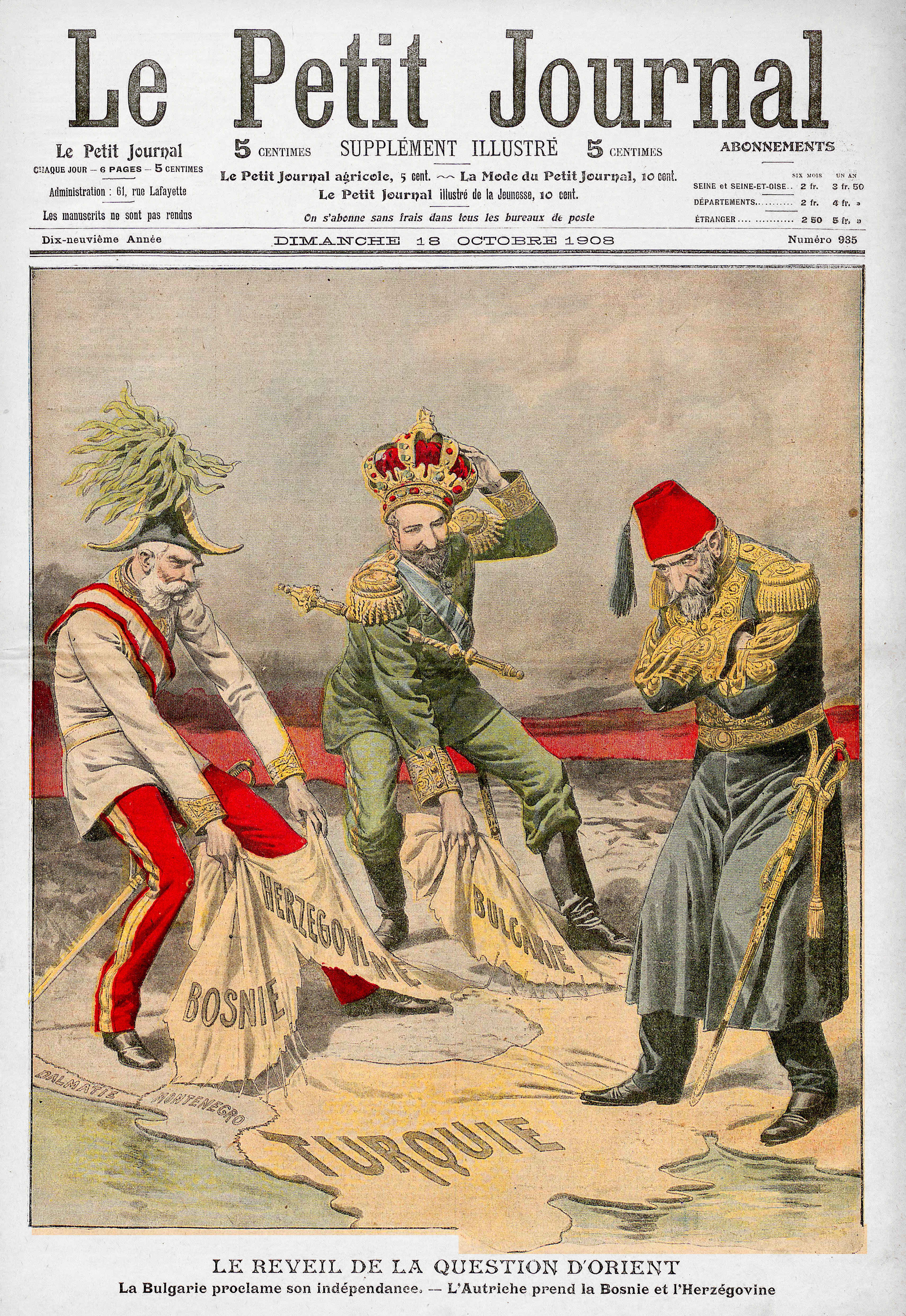
Dobová karikatura francouzských novin Le Petit Journal. František Josef I. spolu s bulharským panovníkem Ferdinandem I. cupují kusy osmanského území; Sultán jen bezmocně přihlíží

Bosenská krize (někdy též Anekční krize, srbochorvatsky Aneksiona kriza) vypukla v letech 1908–1909. Bulharsko 5. října 1908 vyhlásilo svou nezávislost a 6. října 1908 Rakousko-Uhersko vyhlásilo anexi Bosny a Hercegoviny.

## Historie Bosny a Hercegoviny

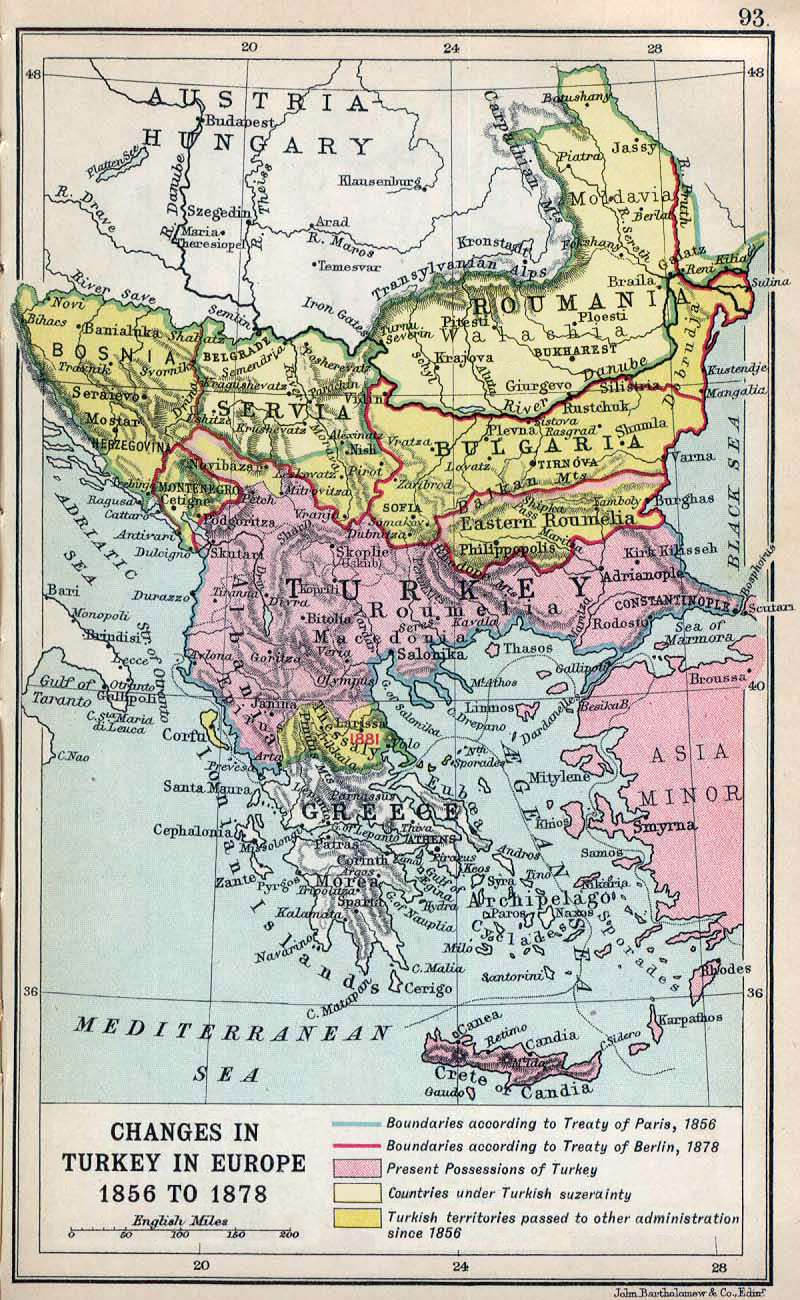
Balkán v roce 1878 po vzniku Bulharska a Východní Rumélie a poté, co Osmanská říše ztratila Bosnu

Od roku 1463 byla Bosna a Hercegovina obsazena a přejata osmanskými sultány, přestože byla v habsburské titulatuře. Ovšem musíme si uvědomit, že pro Habsburky nebyla tato země nijak atraktivní, kromě strategického významu při boji proti Turkům. Ovšem to se změnilo s Vídeňským kongresem v roce 1815, kdy mu bylo přiřknuto Rakouskému cisařstvi území Dalmácie (Ilyrská provincie) a oblast Boky Kotorské. Díky čemuž byly provincie Bosny a Hercegoviny obklopeny ze tří stran. Zlom nastal až v roce 1866, kdy bylo Rakousko-Uhersko poraženo Pruskem a bylo vyhnáno ze středu Evropy. Takže Bosenský prostor se stal jediným, kde by se mohlo Rakousko-Uhersko účastnit a zvětšit svá území. Chtělo se rozšířit na Balkánu, protože to bylo jediné místo, kam mohlo. Ovšem to ovlivnila Krymská válka, kdy se ruský car pokusil o získání území v dnešním Turecku. Což zalarmovalo evropské vládce, protože pokud by byla Osmanská říše oslabena, tak by se mohla rozpadnout, což nikdo nechtěl. Pokud by se Osmanská říše rozpadla, tak by Rusku nic nebránilo se rozšířit, díky čemuž by se zesílil vliv Ruska na Balkán a zesílil tlak na Rakousko-Uhersko i na Balkáně. Což si jasně uvědomoval i Rakousko-uherský ministr zahraničí Gyula Andrássy, proto se Rakousko-Uhersko v oblasti Balkánu v 19. století snažilo udržet status quo. Kam tedy patří i zmiňovaná Bosna a Hercegovina. Na počátku roku 1876 „Guyla Andrássy prohlásil, že zachování Osmanské říše v jejím stávajícím rozsahu je pro habsburskou monarchii naprosto klíčové“.
Mezitím Rakousko-Uhersko, Německo a Rusko vytvořili spolek tří císařů. Spolku tří císařů na základě schönnbrunnské smlouvy podepsané při setkání cara Alexandra II., rakouského císaře Františka Josefa I. dne 6. června 1873, k níž se 23. října přidalo i Německo v čele s Vilémem I. Ovšem Německo a Vilém I. nijak zvlášť nebyli důležití pro bosenskou krizi, protože z ní mu neplynul žádný prospěch. V této době bojovali Srbové s Osmanskou říší kvůli masakrům Slovanů na území Osmanské říše na Balkáně. Hlavními aktéry na Balkáně byly Rusko a Rakousko-Uhersko a tyto dva státy se v Zákupech (Reichstadtu) domluvily na dohodě o územním vývoji Balkánu. Hlavními body této dohody byly: vyjádření ruského souhlasu pro případnou rakousko-uherskou anexi Bosny výměnou za souhlas Vídně s připojením Batumi a jihovýchodní Bessarábie k Rusku. Dalším z bodů v této dohodě bylo, že pokud by Osmanská říše prohrála, tak by ji eliminovali jako evropskou mocnost, a pokud by vyhrály, tak by jí měli zabránit změnu statusu quo. O co se pokusila osmanská říše a tak ji Rusko vyhlásilo válku a vyhrálo ji. Car donutil sultána přijmout mírovou dohodu v lázních v San Stefanu, která neodpovídala jeho slibům ze Zákup a Budapešťské konvenci, kdy si Rusko zajistilo neutralitu Rakouska-Uherska pod podmínkou, že bude dodržovat smlouvu ze Zákup. Sanstefanská mírová dohoda naštvala i Velkou Británii, protože by ohrozila její postavení, jako nejsilnější námořní mocnost na Blízkém východě. Díky tomu Británie získala Kypr pod podmínkou, že bude bránit zájmy Osmanské říše..  Nakonec byla svolán do Berlína Kongres, který se o to zajímal. Kde hospodářsky vyčerpané Rusko nemělo jinou možnost než souhlasit. Nakonec bylo Rusko donuceno, aby splnilo dohody a Osmanská říše byla donucena k uznání okupace Bosny a Hercegoviny.

## Průběh Bosenské krize

Bosna a Hercegovina po anexi Rakousko-Uherskem

Okupační správa Bosny a Hercegoviny, která trvala již od roku 1878 se souhlasem Berlínského kongresu, byla považována za pouze dočasnou a řada institucí, které Habsburská monarchie na území tohoto regionu zřídila, byla značně provizorního charakteru. Formálně byla Bosna a Hercegovina stále součástí Osmanské říše. Jakmile však došlo k mladoturecké revoluci v Osmanské říši, řada států, která měla zájem na parcelaci jejího území, využila příležitosti. Rakousko-Uhersko z iniciativy ministra zahraničí barona Lexy z Aehrenthalu anektovalo Bosnu a Hercegovinu.

## Důsledky
Srbsko, které již od poloviny 70. let 19. století aktivně usilovalo o zisk Bosny, kde se nacházel nemalý počet Srbů, bylo tímto aktem pobouřeno. Vztahy mezi Bělehradem a Vídní byly již v té době v důsledku ekonomické blokády špatné.
Ruský ministr zahraničí Izvolskij se pokoušel získat souhlas Rakousko-Uherska s volnou plavbou ruských lodí úžinami Dardanely a Bospor výměnou za ruský souhlas s připojením Bosny a Hercegoviny k Rakousko-Uhersku a dohodl Buchlovickou dohodu, která ovšem vyvolala v Rusku velkou vlnu nevole. Odpor ruských panslavistů, kteří dohodu vnímali jako zradu na Srbech, a diplomatický neúspěch Ruska vedl ke kritice ministra Izvolského a nakonec i k jeho odvolání. Srbští představitelé ve Vídni zájem Ruska na připojení Bosny k Rakousku přirovnávali k dělení Polska.
V Chorvatsku byly na rozkaz Vídně prováděny akce proti politickým představitelům tamní srbské menšiny (zatýkání) z obav, že by se uvnitř monarchie našli odhodlaní stoupenci nepřátelského přesvědčení. Přesto chorvatské obyvatelstvo přijalo anexi víceméně pozitivně, především z toho důvodu, že národně zaměření političtí představitelé v Záhřebu požadovali sjednocení všech chorvatských zemí. Skutečnost, že nedaleká Bosna a Hercegovina, která byla domovem značné části chorvatského obyvatelstva, byla nyní součástí Rakouské monarchie, této skutečnosti jen napomáhala. Podporu tak získala idea trialismu
Tato krize trvale poškodila nejen diplomatické vztahy mezi Rakousko-Uherskem na straně jedné a Ruskem a Srbskem na straně druhé, ale vedla ke kompletní změně nálad ve společnosti a ještě větší polarizaci prosazovaných kulturních i civilizačních okruhů. Na plno se ukázalo rozložení budoucích soupeřících stran, které se utkají v první světové válce. Anexi a reakce na ni lze připočíst k příčinám první světové války. Krize byla zažehnána poté, co Srbsko prohlásilo, že anexe Bosny a Hercegoviny nijak oficiálně nepoškozuje jeho zájmy (30. března), nevzdalo se ale práva bojovat za Srby v Bosně s cílem území k sobě připojit.  Turci uznali anexi již v průběhu února 1909.
Anexí také začala islamizace rakouských zemí, zvláště Vídně. Jak začal sílit příliv přistěhovalců, včetně muslimských, byl přijat tzv. Islámský zákon upravující problematiku islámského náboženství v Rakousku.